# Trapos
Trapos es el nombre del segundo álbum en vivo de la banda argentina Attaque 77. Fue grabado en vivo en el Estadio Obras Sanitarias, en Buenos Aires, Argentina, los días 21 y 28 de abril del año 2001. El escenario estaba cubierto de banderas hechas por fanes de la banda.
De este disco salen dos videoclips de las canciones tocadas en vivo: "Dame fuego" y "Hacelo por mí".

## Canciones[4]
| #  | Canción                       | Álbum                                        | Año  |
| -- | ----------------------------- | -------------------------------------------- | ---- |
| 1  | Perfección                    | Otras canciones                              | 1998 |
| 2  | Cambios                       | Un día perfecto (U.D.P)                      | 1997 |
| 3  | Cuanta Cerveza                | Ángeles caídos                               | 1992 |
| 4  | El Perro                      | Amen!                                        | 1995 |
| 5  | El Jorobadito                 | Otras canciones                              | 1998 |
| 6  | Nuestros años felices         | Radio Insomnio                               | 2000 |
| 7  | El cielo puede esperar        | El cielo puede esperar                       | 1990 |
| 8  | Soy rebelde                   | Otras canciones                              | 1998 |
| 9  | Chicos y Perros               | Ángeles caídos                               | 1992 |
| 10 | Cinco estrellas               | Otras canciones                              | 1998 |
| 11 | Gil                           | Dulce Navidad                                | 1989 |
| 12 | Alza tu voz                   | Todo está al revés                           | 1994 |
| 13 | Ángeles caídos                | Ángeles caídos                               | 1992 |
| 14 | Soy de Attaque                | Rabioso! la pesadilla recién comienza        | 1991 |
| 15 | Canción inútil                | Radio Insomnio                               | 2000 |
| 16 | Consejos del abuelo           | Canción original del disco estrenada en vivo | 2001 |
| 17 | Tres pájaros negros           | Amen!                                        | 1995 |
| 18 | Espadas y Serpientes          | El cielo puede esperar                       | 1990 |
| 19 | Vacaciones permanentes        | Radio Insomnio                               | 2000 |
| 20 | Dame fuego                    | Tributo a Sandro, un disco de Rock           | 1999 |
| 21 | Hacelo por mí                 | El cielo puede esperar                       | 1990 |
| 22 | No me arrepiento de este amor | Otras canciones                              | 1998 |
| 23 | Numancia                      | Un día perfecto (U.D.P)                      | 1997 |

## Miembros
- Ciro Pertusi: Voz líder y guitarra rítmica.
- Mariano Martínez: Guitarra líder y voz.
- Luciano Scaglione: Bajo y coros.
- Leo De Cecco: Batería.